# Родригес, Мемо
Хосе Гильермо «Мемо» Родригес (англ. José Guillermo "Memo" Rodríguez; 27 декабря 1995, Уортон, Техас, США) — американский футболист, полузащитник клуба «Спортинг Канзас-Сити».

## Карьера
Родригес пришёл в академию футбольного клуба «Хьюстон Динамо» в 2011 году. В 2012 и 2013 годах привлекался к матчам Лиги резервистов MLS. 4 декабря 2014 года «Хьюстон Динамо» подписал с Родригесом контракт по правилу доморощенного игрока.
В марте 2015 года Родригес отправился в аренду в аффилированный с «Динамо» клуб USL «Чарлстон Бэттери». Его профессиональный дебют состоялся 21 марта 2015 года в матче против «Торонто II». 18 апреля 2015 года в матче против «Нью-Йорк Ред Буллз II» он забил свой первый гол в профессиональной карьере.
26 февраля 2016 года «Хьюстон Динамо» отчислил Родригеса, после чего с ним подписал контракт «Рио-Гранде Валли Торос», новообразованный фарм-клуб «Динамо» в USL. 26 марта 2016 года он участвовал в инаугуральном матче РГВ, соперником в котором была «Талса Рафнекс». 21 мая 2016 года в матче против «Своуп Парк Рейнджерс» забил свои первые голы за «Торос», оформив дубль.
1 марта 2017 года «Хьюстон Динамо» переподписал контракт с Родригесом. В MLS он дебютировал 8 апреля 2017 года в матче против «Нью-Инглэнд Революшн». Свой первый гол за «Динамо» забил 14 июня 2017 года в матче Открытого кубка США против «Норт Каролины». 5 июля 2017 года в матче против «Монреаль Импакт» забил свой первый гол в MLS. 1 октября 2020 года Родригес продлил контракт с «Хьюстон Динамо» до конца сезона 2022 с опциями на сезоны 2023 и 2024. По окончании сезона 2022 «Хьюстон Динамо» не стал продлевать контракт с Родригесом.
5 января 2023 года Родригес на правах свободного агента присоединился к «Лос-Анджелес Гэлакси», подписав однолетний контракт до конца сезона 2023 с опциями продления на сезоны 2024 и 2025. За «Гэлакси» дебютировал 4 марта 2023 года в матче против «Далласа». 10 мая 2023 года в матче Открытого кубка США против «Сиэтл Саундерс» забил свои первые голы за «Гэлакси», сделав дубль. 31 мая 2023 года в матче против «Реал Солт-Лейк» забил свой первый гол за «Гэлакси» в MLS.
1 августа 2023 года «Лос-Анджелес Гэлакси» обменял Родригеса и до $900 тыс. в общих распределительных средствах, из которых $300 тыс. гарантировано и $600 тыс. условно, «Остину» на Диего Фагундеса и до $150 тыс. в общих распределительных средствах условно. За «Остин» он дебютировал 20 августа 2023 года в матче против «Сент-Луис Сити». По окончании сезона 2023 «Остин» отклонил опцию продления контракта с Родригесом.
1 февраля 2024 года Родригес на правах свободного агента подписал контракт со «Спортингом Канзас-Сити» на сезон 2024 с опцией продления на сезон 2025. За «Спортинг» дебютировал 24 февраля 2024 года в матче стартового тура сезона против «Хьюстон Динамо», выйдя на замену во втором тайме вместо Эрика Томми.
Родригес был включён в расширенную заявку сборной США на Золотой кубок КОНКАКАФ 2021 из 59 игроков, но в окончательный состав из 23 игроков не попал.

## Достижения
Командные
 «Хьюстон Динамо»
- Обладатель Открытого кубка США: 2018

## Статистика выступлений
| Выступление            | Выступление      | Выступление      | Лига | Лига | Плей-офф | Плей-офф | Кубок | Кубок | Континент | Континент | Итого | Итого |
| Клуб                   | Лига             | Сезон            | Игры | Голы | Игры     | Голы     | Игры  | Голы  | Игры      | Голы      | Игры  | Голы  |
| ---------------------- | ---------------- | ---------------- | ---- | ---- | -------- | -------- | ----- | ----- | --------- | --------- | ----- | ----- |
| Чарлстон Бэттери       | USL              | 2015             | 17   | 1    | 0        | 0        | 1     | 0     | —         | —         | 18    | 1     |
| Чарлстон Бэттери       | Итого            | Итого            | 17   | 1    | 0        | 0        | 1     | 0     | —         | —         | 18    | 1     |
| Рио-Гранде Валли Торос | USLC             | 2016             | 30   | 5    | 1        | 0        | —     | —     | —         | —         | 31    | 5     |
| Рио-Гранде Валли Торос | USLC             | 2017             | 4    | 3    | —        | —        | —     | —     | —         | —         | 4     | 3     |
| Рио-Гранде Валли Торос | USLC             | 2018             | 1    | 1    | —        | —        | —     | —     | —         | —         | 1     | 1     |
| Рио-Гранде Валли Торос | USLC             | 2019             | 1    | 0    | —        | —        | —     | —     | —         | —         | 1     | 0     |
| Рио-Гранде Валли Торос | Итого            | Итого            | 36   | 9    | 1        | 0        | —     | —     | —         | —         | 37    | 9     |
| Хьюстон Динамо         | MLS              | 2017             | 9    | 2    | 0        | 0        | 2     | 1     | —         | —         | 11    | 3     |
| Хьюстон Динамо         | MLS              | 2018             | 19   | 1    | —        | —        | 5     | 3     | —         | —         | 24    | 4     |
| Хьюстон Динамо         | MLS              | 2019             | 26   | 7    | —        | —        | 0     | 0     | 1         | 0         | 27    | 7     |
| Хьюстон Динамо         | MLS              | 2020             | 21   | 5    | —        | —        | —     | —     | —         | —         | 21    | 5     |
| Хьюстон Динамо         | MLS              | 2021             | 31   | 2    | —        | —        | —     | —     | —         | —         | 31    | 2     |
| Хьюстон Динамо         | MLS              | 2022             | 30   | 0    | —        | —        | 3     | 0     | —         | —         | 33    | 0     |
| Хьюстон Динамо         | Итого            | Итого            | 136  | 17   | 0        | 0        | 10    | 4     | 1         | 0         | 147   | 21    |
| Лос-Анджелес Гэлакси   | MLS              | 2023             | 12   | 1    | —        | —        | 2     | 2     | 2         | 0         | 16    | 3     |
| Лос-Анджелес Гэлакси   | Итого            | Итого            | 12   | 1    | —        | —        | 2     | 2     | 2         | 0         | 16    | 3     |
| Остин                  | MLS              | 2023             | 9    | 0    | —        | —        | —     | —     | —         | —         | 9     | 0     |
| Остин                  | Итого            | Итого            | 9    | 0    | —        | —        | —     | —     | —         | —         | 9     | 0     |
| Спортинг Канзас-Сити   | MLS              | 2024             | 1    | 0    | —        | —        | —     | —     | —         | —         | 1     | 0     |
| Спортинг Канзас-Сити   | Итого            | Итого            | 1    | 0    | —        | —        | —     | —     | —         | —         | 1     | 0     |
| Всего за карьеру       | Всего за карьеру | Всего за карьеру | 211  | 28   | 1        | 0        | 13    | 6     | 3         | 0         | 228   | 34    |